# Ernst Barkmann
Ernst Barkmann (Kisdorf, 25 augustus 1919 – Kisdorf, 27 juni 2009) was een Duits onderofficier bij de Waffen-SS. Barkmann verwierf in de Tweede Wereldoorlog aanzien door zijn militaire prestaties als commandant van Panzerkampfwagen V Panther-tanks. Hij bleef tot het einde van zijn leven overtuigd nazi.

## Eerste krijgshandelingen
Barkmann diende als soldaat bij de SS en werd toegewezen aan SS-Standarte Germania. Dit regiment werd gestationeerd in Oost-Pruisen in afwachting van de oorlog met Polen. Na het uitbreken van de Tweede Wereldoorlog op 1 september 1939 nam Barkmann deel aan de invasie van Polen en diende hij als mitrailleurschutter bij het 9./III.Battalion.
Hij werd bevorderd tot SS-Rottenführer (korporaal) en ontving tevens het infanterie-aanvalsinsigne. Hij raakte gewond in Polen en werd onderscheiden met het gewondeninsigne 1939 in het zwart.

## Van Charkov naar Koersk
Barkmann werd op verzoek overgeplaatst naar de nieuwe pantsereenheid van de Waffen-SS. In de winter van 1942/43 werd hij teruggestuurd naar het Oostfront en ingedeeld bij de 2e compagnie van het I./SS-Panzer-Regiment Das Reich. Bij aankomst aan het front werd Barkmann ingezet als schutter op de Panzerkampfwagen III ausf J/1 van SS-Rottenführer Alfred Hargesheimer.
Barkmann diende in het regiment tijdens de grote operatie om de Mobiele Groep Popov uit te schakelen. Hij werd bevorderd tot SS-Unterscharführer (sergeant) en kreeg het bevel over een Panzer III om deel te nemen aan de daaropvolgende Derde Slag om Charkov. In juli 1943 nam zijn divisie deel aan Operatie Citadel.
Nadat het offensief mislukt was, werd de divisie verplaatst naar het gebied rond de rivier de Mius, waar de divisie samen met de 3. SS-Panzergrenadier-Division Totenkopf deelnam aan defensieve gevechten. In augustus werd Barkmann overgeplaatst naar de 4e compagnie, die uitgerust was met de nieuwe Panther D's. Als commandant binnen het 4./I./2.SS-Panzer-Regiment Das Reich was Barkmann verantwoordelijk voor de vernietiging van veel vijandelijke tanks. Ten tijde van deze operaties werd hij onderscheiden met beide klassen van het IJzeren Kruis 1939.

## Ardennenoffensief
Barkmann werd bevorderd tot SS-Oberscharführer (sergeant 1e klasse). Hij nam in december 1944 deel aan het Ardennenoffensief, waarin hij op 25 december gewond raakte. Tijdens het offensief raakte Barkmanns Panther Ausf. G (nr. 401) verzeild te midden van een groep tanks van de Amerikaanse 2e Pantserdivisie.

## Het laatste treffen
In maart 1945 was Barkmann nabij Stuhlweißenburg. Daar vernietigde hij vier T-34's van het Sovjetleger. Op dat moment was Das Reich uitgeput door de onafgebroken gevechten en het gebrek aan vervangende tanks. Barkmanns eenheid beschikte over slechts negen volledig operationele voertuigen, waarvan er al snel drie door Russische Josef Stalin-tanks werden uitgeschakeld.
In april 1945 nam Barkmann deel aan gevechten ten zuiden van Wenen. Daar werd zijn Panther per ongeluk door eigen vuur geraakt en raakte hij gewond, net zoals de meeste van zijn bemanningsleden. Het lukte Barkmann de Britse gevechtszone te bereiken, waar hij krijgsgevangene werd gemaakt.

## Na de oorlog
Na de oorlog vestigde Barkmann zich in Kisdorf, waar hij werkte als brandweercommandant. Tevens is hij burgemeester geweest van de stad.

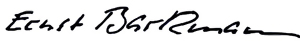
Handtekening van Ernst Barkmann

## Militaire loopbaan
- SS-Sturmmann:
- SS-Rottenführer:
- SS-Standartenjunker:
- SS-Scharführer:
- SS-Unterscharführer: 1 september 1943
- SS-Oberscharführer: 1 augustus 1944

## Decoraties
- Ridderkruis van het IJzeren Kruis op 27 augustus 1944 als SS-Unterscharführer en tankcommandant in het 4./SS-Panzer-Regiment 2 "Das Reich"[2][3][4][5]
- IJzeren Kruis 1939, 1e Klasse (8 augustus 1944)[3] en 2e Klasse (14 juli 1941)[3]
- Medaille Winterschlacht im Osten 1941/42
- Gewondeninsigne 1939 in goud, zilver (19 juli 1941) en zwart[3]
- Storminsigne van de Infanterie in zilver op 19 juli 1941[3]
- Panzerkampfabzeichen II. Stufe met het getal "25"
- Panzerkampfabzeichen III. Stufe met het getal "50"[3]
- Ehrenwinkel der Alten Kämpfer (lid van de Hitlerjugend in 1933)

Tanknummers Barkmann's Panthers
- Oostfront: 221
- Normandië: 424
- Ardennenoffensief: 401

Aantal vernietigde doelen
- 82+ tanks
- 136 pantservoertuigen
- 43 antitankkanonnen